# Řada nešťastných příhod (film)
Řada nešťastných příhod je film z roku 2004. Předlohou je stejnojmenná kniha Řada nešťastných příhod od Lemonyho Snicketa. Film pojednává o prvních třech dílech této knihy.

## Základní údaje
- Žánr: dobrodružný / fantasy
- Režie: Brad Silberling
- Hrají: Emily Browning (Violet Baudelairová), Liam Aiken (Klaus Baudelaire), Kara Hoffman/Shelby Hoffman (Sunny Baudelairová), Jim Carrey (Hrabě Olaf)